# 翁布勒
翁布勒（法語：Hombleux，法語發音：[ɔ̃blø]）是法国上法蘭西大區索姆省的一个市镇，属于佩罗讷区。2019年，市镇格雷库尔并入翁布勒。

## 地理
翁布勒（49°44'19"N, 2°59'7"E）面积15.81 平方千米，位于法国上法蘭西大區索姆省，该省份为法国北部沿海省份，北起加来海峡省和北部省，西接滨海塞纳省和大西洋英吉利海峡，南至瓦兹省，东临埃纳省。
与翁布勒接壤的市镇（或旧市镇、城区）包括：布勒伊、比韦尔希、埃珀维尔、埃姆里阿隆、朗格瓦桑-基克里、奥富瓦、小鲁伊、桑库尔、瓦耶讷、利贝尔蒙、埃尔舍。
翁布勒的时区为UTC+01:00、UTC+02:00（夏令时）。

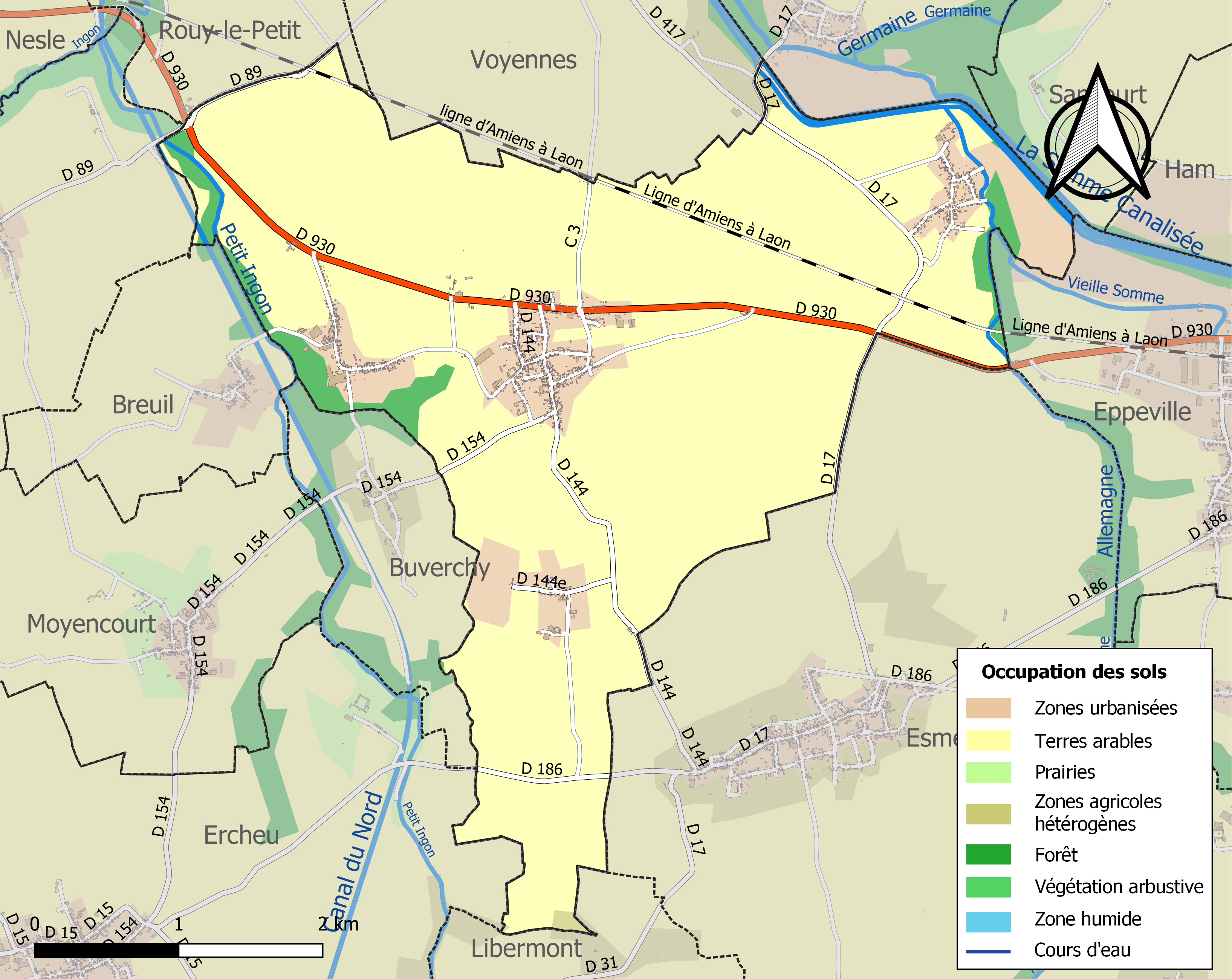
翁布勒的OSM定位图

## 行政
翁布勒的邮政编码为80400，INSEE市镇编码为80442。

## 政治
翁布勒所属的省级选区为阿姆县。

## 人口

1962-2008年间翁布勒人口变化图示

翁布勒于2022年1月1日时的人口数量为1119人。